# Modified Rankin Scale
La Escala Rankin modificada (ERm o mRS en inglés) es una escala comúnmente utilizada para medir el grado de incapacidad o dependencia en las actividades diarias de personas quienes han padecido un accidente vascular u otras causas de discapacidad neurológica. Se ha convertido en la herramienta más usada para medir los resultados de las pruebas clínicas realizadas en pacientes con accidentes cerebrovasculares.  
La escala era originalmente introducida en 1957 por el Dr. John Rankin del Hospital de Stobhill, Glasgow, Escocia, y luego modificada a su forma actualmente aceptada por el equipo del profesor  C.Warlow, en el Hospital General Occidental en Edimburgo para su uso en el estudio UK-TIA a finales de los 80. La versión modificada difiere de Rankin  escala original principalmente en la adición de grado 0, indicando una ausencia de síntomas. La primera publicación de la actual Escala de Rankin Modificada fue en 1988 por van Swieten, quien además publicó el primer acuerdo en el análisis interobservador de la escala modificada Rankin.
La fiabilidad interobservador de la ERm puede ser mejorado usando un cuestionario estructurado durante el proceso de entrevista y teniendo indicadores tras someterse a un proceso de entrenamiento multimedia. El sistema multimedia de entrenamiento ERm que fue desarrollado por el equipo del Profesor K. Lees' en la Universidad de Glasgow esta disponible en línea.  El ERm es frecuentemente criticado por su naturaleza subjetiva qué es visto como un sesgo en los resultados, pero es utilizado por los sistemas hospitalarios para evaluar necesidades de rehabilitación y el alta del paciente. Estas críticas estuvieron dirigidas por los investigadores que creando entrevistas estructuradas que preguntaban cosas simples que tanto el paciente y el cuidador podían responder. 
Más recientemente, varias herramientas han sido desarrolladas para determinar más sistemáticamente la ERm, incluyendo el mRS-SI, el RFA, y el mRS-9Q. El mRS-9Q es de dominio público y una calculadora de web están disponibles en www.modifiedrankin.com.

## La Escala modificada de Rankin
La escala va desde 0-6, partiendo de una salud perfecta sin síntomas a la muerte.
- 0 - Ningún síntoma.
- 1 - No hay incapacidad significativa. Es capaz de llevar a cabo todas las actividades habituales, a pesar de algunos síntomas.
- 2 - Incapacidad leve. Capaz de valerse por sí mismo sin asistencia, pero incapaz de llevar a cabo todas las actividades que anteriormente podía hacer con normalidad.
- 3 - Incapacidad moderada. Requiere algo de ayuda, pero es capaz de caminar sin asistencia.
- 4 - Incapacidad moderadamente severa. Incapaz de atender las necesidades de su cuerpo sin asistencia, e incapaz de caminar sin asistencia.
- 5 - Incapacidad severa. Requiere constante cuidado y atención de enfermeras, postrado, incontinente.
- 6 - Muerto